# Savatage
Savatage – amerykańska grupa grająca metal progresywny, założona w 1983 roku przez braci Jona i Crissa Olivę. We wczesnych latach swojego istnienia grupa grała power metal. Ostatni album zespołu zatytułowany „Poets and Madmen” ukazał się w 2001 roku. Po zakończeniu trasy koncertowej w 2002 roku zespół zawiesił swoją działalność, by muzycy mogli w większym stopniu poświęcić się projektowi Trans-Siberian Orchestra.
W 2014 roku grupa wznowiła działalność.

## Muzycy
| Ostatni skład zespołu - Jon Oliva – wokal (1983-1993, 2000-2001), instrumenty klawiszowe (1986-2002, od 2014) - Johnny Lee Middleton – gitara basowa (1985-2002, od 2014) - Jeff Plate – perkusja (1994-2002, od 2014) - Al Pitrelli – gitara (1994-1999, 2002, od 2014) - Chris Caffery – gitara (1989-1990, 1994-2002, od 2014) - Zak Stevens – wokal (1993-2000, od 2014) Byli członkowie zespołu - Keith "Thumper" Collins – gitara basowa (1983-1985) - Steve "Doc" Wacholz – perkusja (1983-1993) - Criss Oliva – gitara (1983-1993) - Alex Skolnick – gitara (1994) - Jack Frost – gitara (2000-2001) - Damond Jiniya – wokal (2001-2002) |  | Muzycy koncertowi - Wes Garren – gitara, instrumenty klawiszowe (1993) - Chris Caffery – gitara (1987-1989), instrumenty klawiszowe (1987-1989) - John Zahner – instrumenty klawiszowe (1991) - Andy James – perkusja (1993) - Jeff Waters – gitara (2002) |

## Dyskografia
- Sirens (1983)
- The Dungeons Are Calling (1984)
- Power of the Night (1985)
- Fight for the Rock (1986)
- Hall of the Mountain King (1987)
- Gutter Ballet (1989)
- Streets: A Rock Opera (1991)
- Edge of Thorns (1993)
- Handful of Rain (1994)
- Dead Winter Dead (1995)
- The Wake of Magellan (1998)
- Poets and Madmen (2001)